# Consolidated Vultee XP-81
Consolidated Vultee XP-81 là một mẫu máy bay tiêm kích hộ tống tầm xa, một chỗ, trang bị động cơ tuabin phản lực và động cơ tuabin cánh quạt, do hãng Consolidated Vultee Aircraft Corporation thiết kế và chế tạo. Dù đề án này khá hứa hẹn, nhưng do các vấn đề về động cơ kết hợp với Chiến tranh Thế giới II kết thúc nên đề án bị hủy bỏ.

## Thiết kế và phát triển
2 mẫu thử nghiệm được ký hợp đồng chế tạo vào ngày 11/2/1944 và có tên định danh là XP-81. Việc lựa chọn động cơ dựa vào khả năng của động cơ phản lực cho phép máy bay đạt vận tốc lớn và động cơ cánh quạt cho phép máy bay có thời gian bay dài. XP-81 được thiết kế với động cơ tuabin cánh quạt General Electric TG-100 (sau này quân đội Mỹ định danh là XT31) ở mũi và động cơ tuabin phản lực GE J33 ở phía sau. Động cơ tuabin cánh quạt được sử dụng trong khi bay ở chế độ thường và hành trình, còn động cơ tuabin phản lực được dùng khi bay vận tốc lớn.

## Lịch sử hoạt động
Chiếc XP-81 đầu tiên (số seri 44-91000) được hoàn thành vào tháng 1/1945 nhưng do việc phát triển động cơ tuabin cánh quạt gặp vấn đề nên nó chưa được lắp đặt cho máy bay. Sau đó người ta quyết định lắp một động cơ V-1650-7 Merlin hoàn thiện lấy từ một chiếc P-51D vào chỗ động cơ tuabin cánh quạt để bay thử nghiệm. Việc này mất 1 tuần và chiếc XP-81 trang bị động cơ Merlin được gửi tới căn cứ không quân Muroc, tại đây nó thực hiện chuyến bay đầu tiên vào ngày 11/2/1945. Trong suốt 10 giờ bay thử nghiệm, XP-81 cho thấy khả năng điều khiển tốt ngoại trừ việc mất ổn định hướng, nhưng nó đã được khắc phục nhanh chóng sau đó.
Trong khi 13 chiếc YP-81 thuộc lô tiền sản xuất được đặt chế tạo, việc có được các đảo Guam và Saipan đã khiến các máy bay tiêm kích hộ tống tốc độ cao, tầm xa là không còn cần thiết. Do đó trước ngày VJ, hợp đồng bị hủy bỏ, vào thời điểm này 85% khối lượng công việc kỹ thuật đã được hoàn thành. YP-81 về cơ bản giống mẫu thử nhưng nhẹ hơn, có động cơ tuabin cánh quạt GE TG-110 (XT41) mạnh hơn, cánh dịch ra sau 10 inch (0,25 m), vũ khí có 6 khẩu súng máy.50 cal (12,7 mm) hoặc 6 khẩu pháo 20 mm
Sau khi XP-81 trở lại Vultee Field, động cơ tuabin cánh quạt TG-100 được lắp đặt và thử nghiệm bay tiếp tục. Tuy nhiên, động cơ tuabin cánh quạt không tạo ra được công suất như thiết kế, lực đẩy tạo ra chỉ tương tự như động cơ Merlin (1.490 hp hay 1112 kW) nên hiệu năng cũng chỉ giới hạn như khi XP-81 lắp động cơ Merlin.
Khi chiến sự chấm dứt, 2 mẫu thử tiếp tục được thử nghiệm cho đến năm 1947, sau đó chúng được đưa đi làm nhiệm vụ khác.

## Những chiếc còn sót lại
- XP-81, số seri 44-91000, được lưu trữ ở Bảo tàng Quốc gia Không quân Hoa Kỳ gần Dayton, Ohio.[5]
- XP-81, số seri 44-91001, cũng được lưu trữ ở Bảo tàng Quốc gia Không quân Hoa Kỳ gần Dayton, Ohio.[5]

## Quốc gia sử dụng
Hoa Kỳ
- Không quân Lục quân Hoa Kỳ (để thử nghiệm)

## Tính năng kỹ chiến thuật (XP-81)

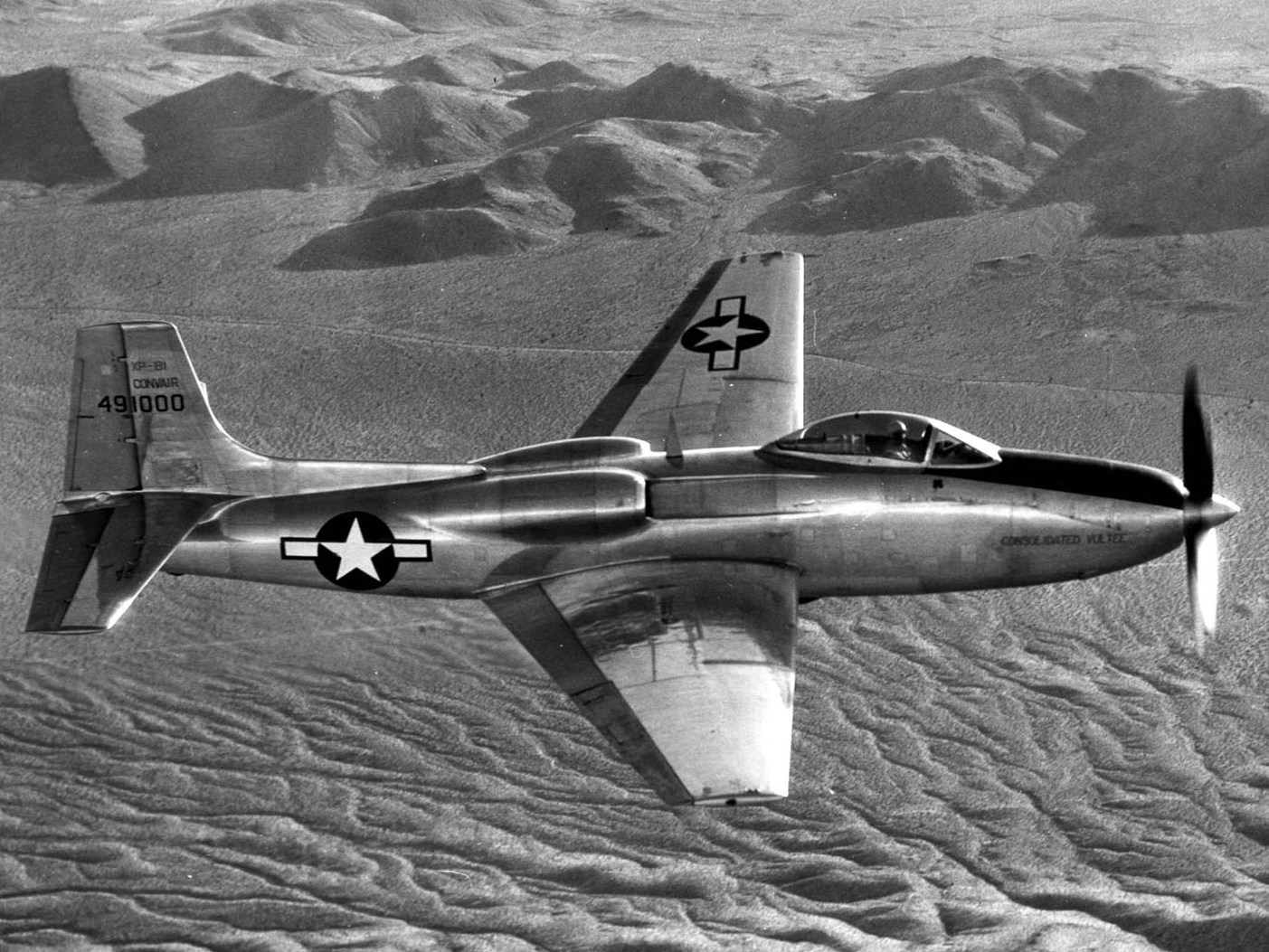
XP-81 nhìn từ một bên.

Chú ý: Tính năng này được ước lượng với động cơ TG-100. Vũ khí chỉ mới được lên kế hoạch.

### Đặc điểm riêng
- Tổ lái: 1
- Chiều dài: 44 ft 10 in (13,67 m)
- Sải cánh: 50 ft 6 in (15,39 m)
- Chiều cao: 14 ft 0 in (4,27 m)
- Diện tích cánh: 425 ft² (39,5 m²)
- Trọng lượng rỗng: 12.755 lb (5.786 kg)
- Trọng lượng có tải: 19.500 lb (8.850 kg)
- Trọng lượng cất cánh tối đa: 24.650 lb (11.180 kg)
- Động cơ:
  - 1 động cơ tuanbin phản lực General Electric J33-GE-5, lực đẩy 3.750 lbf (16,7 kN)
  - 1 động cơ tuanbin cánh quạt General Electric XT31-GE-1 (TG-100), lực đẩy 2.300 hp (1.700 kW)

### Hiệu suất bay
- Vận tốc cực đại: 507 mph (440 knots, 811 km/h)
- Tầm bay: 2.500 mi (2.200 nm, 4.000 km)
- Trần bay: 35.500 ft (10.800 m)
- Vận tốc lên cao: 5.300 ft/min (26 m/s)
- Lực nâng của cánh: 106 lb/ft² (518 kg/m²)

### Vũ khí
- Pháo: 6 khẩu 20 mm (0,787 in)
- Bom: 2.000 lb (900 kg)

### Máy bay có cùng sự phát triển
- Vultee XA-41

### Máy bay có tính năng tương đương
- Fisher P-75 Eagle
- North American F-82 Twin Mustang
- Ryan XF2R Dark Shark